# Guadalaviar
Guadalaviar è un comune spagnolo di 275 abitanti situato nella comunità autonoma dell'Aragona.